# Bassův průliv
Bassův průliv je průliv v Tasmanově moři, který odděluje Jižní Austrálii (stát Viktoria) od ostrova Tasmánie.
Průliv spojující Indický oceán na západě s Tasmanovým mořem na východě je na obou stranách zúžen skupinami ostrovů a korálovými útesy, táhnoucími se až k pevnině. Jméno nese po George Bassovi, lodním lékaři objevitele Matthew Flinderse, prvního Evropana, který průliv v roce 1798 objevil a následně jako první obeplul Tasmánii.
Pro kombinaci častých vichřic, silných mořských proudů a mimořádně velkých vln (mohou dosahovat přes 15 metrů výšky) s poměrně malou průměrnou hloubkou a korálovými útesy u ostrova King je průliv je považován za jednu z nejobtížnějších námořních cest na světě. Pro velké množství ztroskotaných lodí bývá především prostor u ostrova King srovnáván s bermudským trojúhelníkem a jeho pobřeží nazýváno Pobřežím vraků.[zdroj?]
V oblasti Bassova průlivu zmizelo nemalé množství letadel a lodí. K nejznámějším patří letadlo Miss Hobart v roce 1934, Loina v roce 1935, loď SS Amelia J. v roce 1920 nebo jachta Charleston v roce 1979. K nevyřešeným zmizením téměř dvou desítek letadel tu došlo také během druhé světové války.[zdroj?]

## Základní údaje
- délka: 350 km
- nejmenší šířka: 160 km
- největší hloubka: 128 m
- průměrná hloubka: cca 50 m